# Cilymaenllwyd
Cilymaenllwyd är en community i Storbritannien.   Den ligger i kommunen Carmarthenshire och riksdelen Wales, i den södra delen av landet, 300 km väster om huvudstaden London.
Cilymaenllwyd består av byarna Glandy Cross, Efailwen, Hebron, Login och Pant-y Caws samt omgivande landsbygd. 